# Miloš Petr
Miloš Petr (31. března 1933 Duchcov – 2. března 2001 Praha) byl přední český hráč na lesní roh.
Po studiu hry na pozoun na Pražské konzervatoři u profesora Jaroslava Ušáka a u profesora pražské AMU Oldřicha Séligra (lesní roh), začal hrát na tento hudební nástroj ve slovenském Prešově. Po angažmá v Teplicích a Karlových Varech (jako sólohornista Karlovarského symfonického orchestru) nastoupil v roce 1965 jako sólohornista do tehdejšího Symfonického orchestru Československého rozhlasu v Praze (SOČR; nyní Symfonický orchestr Českého rozhlasu) a působil v něm do roku 1993.
Vytvořil množství rozhlasových (60) a televizních nahrávek (sólově i s komorními uskupeními, jejichž byl nezřídka zakládajícím členem), uskutečnil gramofonovou nahrávku všech koncertů pro lesní roh a orchestr W. A. Mozarta a dalších 11 gramofonových nahrávek, zejména skladeb svých současníků, v premiéře například Koncert pro lesní roh, trubku, pozoun a orchestr Josefa Matěje – společně s pozounistou Zdeňkem Pulcem (1936–2010) a trumpetistou Miroslavem Kejmarem (*1941) – za řízení Vladimíra Válka.
Jako sólista vystupoval Miloš Petr se SOČR v Itálii, SSSR, Polsku, NDR a Maďarsku. Pro zahraniční rozhlasové a gramofonové společnosti nahrál světová díla literatury pro svůj nástroj. Spolupracoval také se zahraničními orchestry, jako například s Gewandhausorchester Leipzig, Leningradskou filharmonií, Orchestrem v Halle, Orchestrem Mozartea v Salcburku či Brucknerovým komorním orchestrem v Linci. Za významné lze považovat kompletní provedení všech Mozartových koncertů v Salcburku.
Byl dlouholetým členem Peškovy Komorní harmonie, Pražského dechového kvinteta, spoluzakladatelem Pražského žesťového kvinteta a Českého žesťového kvinteta.
Miloš Petr byl vyhledávaným interpretem české i světové soudobé hudby a někteří hudební skladatelé psali přímo pro něho, například Oldřich Flosman, Jiří Dvořáček, Josef Matěj, Miloš Vacek, František Domažlický, Štěpán Lucký, Viktor Kalabis, Alexej Fried ad.
Za nahrávku capricií Klementa Slavického (Capricci per corno e pianoforte) získal cenu UNESCO.
Miloš Petr působil také pedagogicky na Pražské konzervatoři.